# Lygistopterus guerrerensis
Lygistopterus guerrerensis là một loài bọ cánh cứng trong họ Lycidae. Loài này được Zaragoza Caballero miêu tả khoa học năm 2003.